# セーンプー
セーンプー王とはラーンナー王朝2代目の王である。

## 伝記
前王チャイソンクラーム王の後を次いで王位についた。『ジナカーラマーリー』によれば1327年ごろチエンセーンを建設し遷都した。その後、チエンマイ年代記によれば1328年息子をチエンマイに行かせ統治させた。